# Подлехник
Подлехник (словен. Podlehnik) је насеље и управно средиште истоимене општине Подлехник, која припада Подравској регији у Републици Словенији.
По попису становништва из 2011. године, насеље Подлехник имало је 388 становника.